# Mosquée Sultan Salahuddin Abdul Aziz

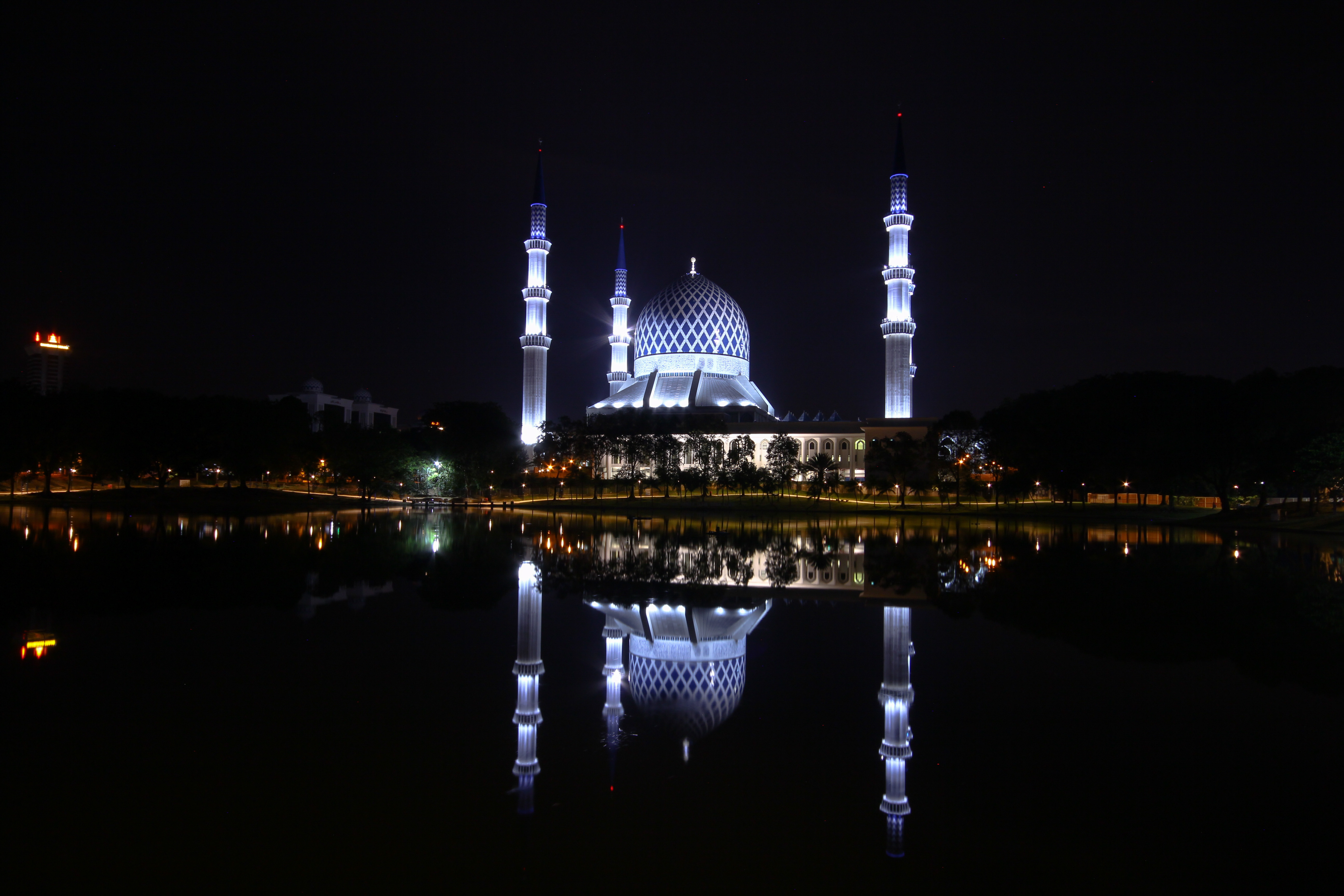
Mosquée Sultan Salahuddin Abdul Aziz de nuit. Septembre 2020.

La mosquée Sultan Salahuddin Abdul Aziz, en malaisien Masjid Sultan Salahuddin Abdul Aziz Shah, est une mosquée située à Shah Alam dans l'état du Selangor en Malaisie. Environ 24 000 personnes peuvent s'y rassembler, soit la deuxième plus grande capacité pour une mosquée en Asie du Sud-Est après la mosquée Istiqlal de Jakarta. 
Commencée en 1982, sa construction s'est achevée en 1988. Elle est notamment connue pour son dôme bleu de 51,2 mètres, ce qui constitue l'un des plus grands dômes pour un bâtiment religieux.